# Национальное космическое агентство при президенте Туркменистана
Национальное космическое агентство при президенте Туркменистана (туркм. Türkmenistanyň prezidentiň ýanynda Milli kosmos agentligi) — государственное агентство, отвечающее за космическую программу Туркменистана. Агентство было образовано в 2011 году.

## История агентства
В 2011 году постановлением президента Туркменистана было образовано Национальное Космическое Агентство при президенте Туркменистана.
Агентство размещено в здании Главного управления гражданской обороны и спасательных работ Министерства обороны Туркменистана. В будущем для него будет построено специальное административное здание.
На сегодняшний день агентство располагается в здании бывшего министерства финансов Туркменистана.

## Основные направление деятельности НКАПТ
- Функции по контролю за околоземной орбитой.
- Функции по налаживанию спутниковой связи.
- Проведение научных исследований, связанных с космическим пространством.
- Организация управления искусственным спутником с территории Туркменистана[3].

## Первый национальный спутник

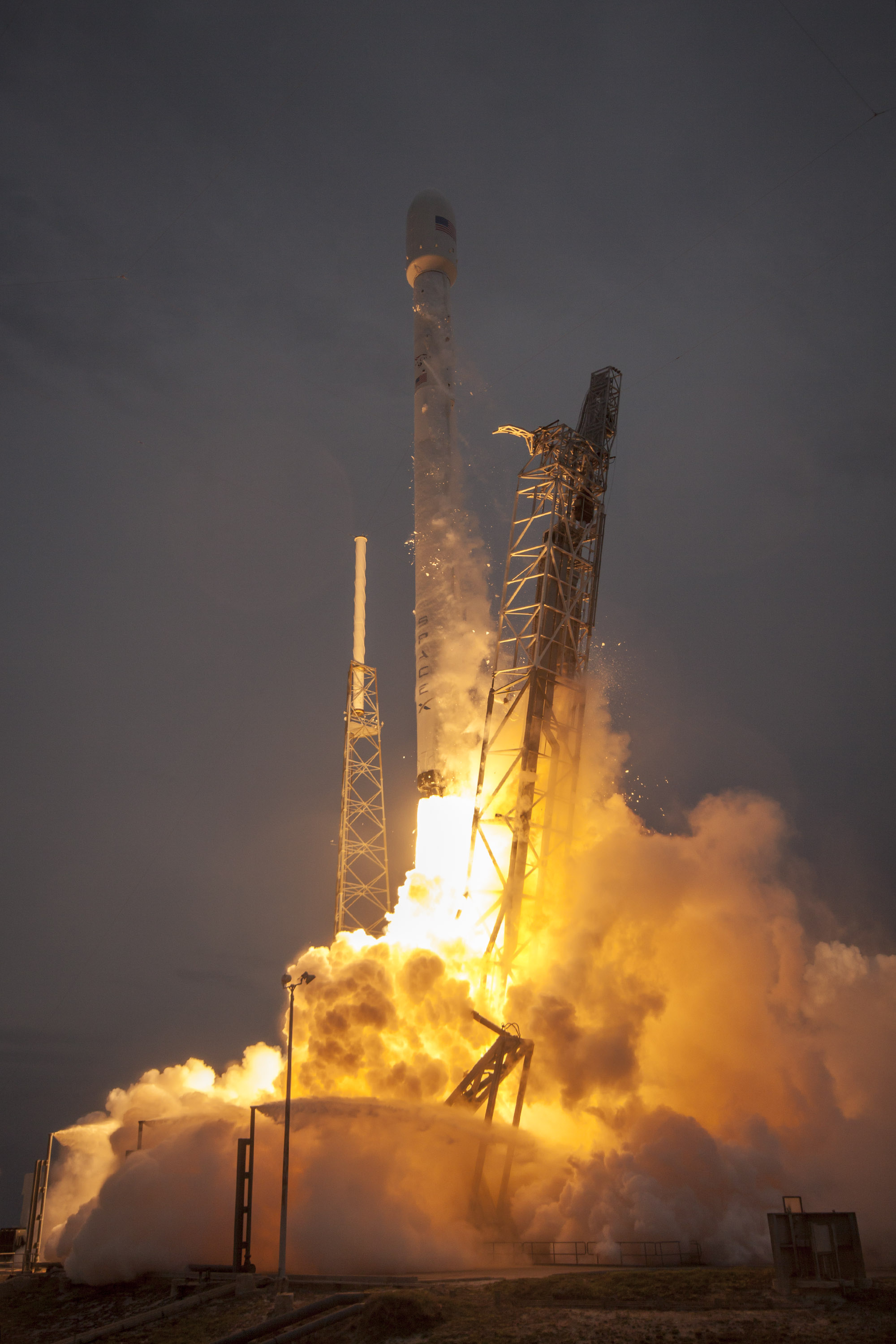
Запуск ракеты-носителя с туркменским спутником на борту

Первый космический спутник Туркменистана будет создан специалистами французской компании Thales International.  С компанией «Space Systems International-Monaco S.A.M.» подписан контракт на аренду орбитальной точки. Запуск спутника был осуществлён 27 апреля 2015 года с мыса Канаверал. Аппарат на орбиту вывела американская ракета-носитель Falcon 9. В 2014 году был открыт Центр управления спутником в Ахалском велаяте.

## Интересные факты
- В июне 2004 года российско-украинская ракета-носитель «Днепр» доставила в космос специальный контейнер, в котором находятся государственный Флаг Туркменистана и штандарт президента. На головной части ракеты также было нанесено изображение государственного флага Туркменистана.
- В 2005 году один экземпляр книги «Рухнама» первого президента Туркменистана Сапармурата Туркменбаши был запущен в космос на российской ракете,  спутник с книгой будет вращаться вокруг Земли как минимум 150 лет[8][9].